# Great Wheel Corporation
A Great Wheel Corporation egy szingapúri székhelyű részvénytársaság, mely óriáskerekek és kilátók tervezésével, építésével, finanszírozásával és működtetésével foglalkozik. A társaság alapítója és jelenlegi elnöke Florian Bollen.
A Great Wheel Corp. építette és működteti a világ legnagyobb óriáskerekét, a 165 méter magas Singapore Flyert. A jelenleg építés alatt álló, várhatóan 208 méter magas Beijing Great Wheel szintén a társaság projektje.

## Óriáskerekek
| Óriáskerék          | Magasság (m) | Befejezés        | Ország      | Helyszín  | Állapot                                   |
| ------------------- | ------------ | ---------------- | ----------- | --------- | ----------------------------------------- |
| Singapore Flyer     | 165          | 2008             | Szingapúr   | Szingapúr | A világ jelenlegi legmagasabb óriáskereke |
| Beijing Great Wheel | 208          | 2010 (tervezett) | Kína        | Peking    | Építés alatt 2007 óta                     |
| Great Dubai Wheel   | 185          | ?                | Dubaj       | Dubailand | Az építési terveket 2006-ban elfogadták   |
| Great Berlin Wheel  | 185          | ?                | Németország | Berlin    | Késik                                     |
| Great Orlando Wheel | 122          | ?                | USA         | Florida   | Felfüggesztve                             |